# Редунка
Редунка (Redunca) — рід парнокопитних ссавців родини Бикові (Bovidae). Редунка поширений в Африці на південь від Сахари.

## Опис
Розміри дрібні або середні. Довжина тіла 110—160 см, довжина хвоста 15-30 см, висота в холці 60-105 см. Маса 20-95 кг. Самці за величиною не відрізняються від самок або трохи більше. Статура легка. Спина майже пряма (крижі трохи вищі зашийка). Кінцівки високі тонкі. Голова невелика. На кінці морди є досить велика ділянка голої шкіри. Очі великі. Вуха середньої довжини, загострені. Під вухом знаходиться невелика, округла за формою, позбавлена волосся залозиста ділянка шкіри жовто- або чорно-сірого забарвлення. Хвіст на всьому протязі покритий довгим волоссям. Тільки самці володіють рогами; довжина їх 12-45 см. Від основи вони йдуть навскіс назад і вгору, а потім вигинаються вгору і трохи вперед. У поперечнику роги округлі; тільки верхня їхня третина не має поперечних виступів. В основі рогів є вузькі або широкі (до 5 см) м'ясисті складки, які з віком стають жорсткими. Середні копита вузькі, низькі і загострені (звичайний і великий редунка) або широкі і високі (гірський редунка). Бічні копита короткі і широкі. Копита і роги чорно-бурі або чорні.
Волосяний покрив низький, м'який. На шиї, грудях і череві волосся трохи довше, ніж на спині. Спинна сторона тіла буро-сіра або буро-охриста, черевна біло-сіра, жовто-біла або біла. Зап'ястних, передочних і міжпальцевих залоз немає. Пахових залоз одна або дві пари. Сосків 2 пари.
Череп із сильно виступаючими в сторони нижніми і задніми краями великих очних ямок. Мозкова коробка становить приблизно третину довжини лицьового відділу черепа. Міжщелепні кістки не стикаються з довгими і вузькими носовими. Етмоїдальні і надочноямкові отвори великі. Кісткові слухові барабани дуже великі.
Другий верхній корінний зуб невеликих розмірів або його немає зовсім.

## Спосіб життя
Звичайний і великий редунка мешкають у відкритих трав'янистих або порослих чагарником місцях, іноді заболочених, на рівнинах і пагорбах або горах, але завжди поблизу води. Гірський редунка воліє трав'янисті з окремими кущами, кам'янисті або скельні схили пагорбів або гір; може довго обходитися без води. Активні в основному вранці і ввечері. Харчуються переважно трав'янистими рослинами. Тримаються поодинці, парами або невеликими групами, що зазвичай складаються з одного самця і кількох самок з молодими. Період спарювання не обмежений будь-яким порою року. Тривалість вагітності 6-7 місяців. Дитинчат в посліді один, рідко два. Статева зрілість настає в 1,5 року. Тривалість життя 8-10 років.

## Види
Рід містить 3 види:
- Redunca arundinum — Редунка великий
- Redunca fulvorufula — Редунка гірський
- Redunca redunca — Редунка звичайний